# Farqua quadrimaculata
Farqua quadrimaculata là một loài nhện trong họ Oonopidae.
Loài này thuộc chi Farqua. Farqua quadrimaculata được Michael Saaristo miêu tả năm 2001.